# Aulogymnus bouceki
Aulogymnus bouceki är en stekelart som beskrevs av Schauff och Gates 2005. Aulogymnus bouceki ingår i släktet Aulogymnus och familjen finglanssteklar. Inga underarter finns listade.